# Avalanche (Eric Andersen)
| Recensione              | Giudizio |
| ----------------------- | -------- |
| AllMusic                |          |
| Dizionario del Pop-Rock |          |
| 24.000 dischi           |          |

Avalanche è un album di Eric Andersen, pubblicato dalla Warner Bros. Records nell'agosto del 1968 .

## Tracce

### LP
Lato A
Testi e musiche di Eric Andersen.
1. It's Comin' and It Won't Be Long – 5:15
2. An Old Song – 4:30
3. Louise – 3:50
4. Think About It – 3:40
5. So Hard to Fall – 3:18

Lato B
Testi e musiche di Eric Andersen.
1. Good to Be with You – 3:08
2. (We Were) Foolish Like the Flowers – 5:35
3. Avalanche – 3:53
4. For What Was Gained – 8:07

## Musicisti
- Eric Andersen - voce, chitarra elettrica, chitarra acustica, pianoforte
- Andy Johnson - chitarra elettrica, chitarra acustica
- Jaydee Manness - chitarra steel
- Eric Gayle - chitarra (brano: Think About It)
- Lee Crabtree - pianoforte
- Debby Green - pianoforte
- Steven Anander - basso
- Bruce Langhorn - basso, chitarra acustica, tamburello
- Chuck Rainey - basso (brano: Think About It)
- Nick Gefroh - batteria
- Herb Lovell - batteria (brano: Think About It)
- The Naked Apes - accompagnamento vocale, cori (brano: Avalanche)
- Paul Harris - arrangiamenti (brano: Think About It)

Note aggiuntive
- Eric Andersen e Jerry Goldstein - produttori (per la "Sound of Gold Productions, Inc.")
- Arrangiamenti di Eric Andersen con l'assistenza di Jerry Goldstein e Gene Paige
- Brano "Think About It" arrangiato da Paul Harris
- Registrazione brani effettuate a Los Angeles e in Tennessee
- Chris Houston - ingegnere del suono
- Stan Cracker Weiss - ingegnere del mixaggio
- Eve Babitz – copertina album originale
- Ed Thrasher – art direction copertina album originale [6]